# Blozen (Doe Maar)
Blozen is een lied uit 1979 uitgevoerd door Doe Maar.
Het lied kwam tot stand in de periode dat Doe Maar, voortkomend uit De Rumbones, net opgericht was. Het lied werd opgenomen in Studio Zeezicht in Haarlem in april 1979. Het nummer wordt gespeeld in tegen uptempo ska aanliggende stijl. Piet Dekker schreef en zong het lied, dat uitgebracht werd op het album Uitholling Overdwars, uitgegeven door Stichting Popmuziek Nederland. Van de twaalf bandjes die te horen waren op dat album werd Doe Maar verreweg het bekendst, gevolgd door Toontje Lager. Het lied werd als "los item" opgenomen in de verzamelbox De doos van Doe Maar (2012). Ook werd het door Leo Blokhuis opgenomen in zijn verzameling 50 Jaar Nederpop Rare & Obscure.